# Buderupholm
Buderupholm er en gammel hovedgård, som nævnes første gang i 1268. Gården ligger i Buderup Sogn, Hornum Herred, Ålborg Amt, Rebild Kommune. Hovedbygningen er opført i 1731
Buderupholm Gods er på 25 ha.

## Ejer af Buderupholm
- (1250-1268) Esbern Vognsen
- (1268) Gro Vind gift Vognsen
- (1268) Bodil Vind gift Krog
- (1268-1280) Niels Krog
- (1280-1525) Forskellige ejere
- (1525-1541) Joachim Lykke
- (1541-1555) Iver Lykke
- (1555-1609) Christopher Lykke
- (1609-1614) Iver Lykke
- (1614-1619) Johan Brockenhuus
- (1619-1623) Axel Rosenkrantz
- (1623-1626) Anne Høg Banner gift Rosenkrantz / Niels Rosenkrantz
- (1626-1634) Anne Høg Banner gift Rosenkrantz
- (1634-1640) Mogens Høg Banner
- (1640-1660) Anne Lykke
- (1660-1667) Jørgen Lykke
- (1667-1677) Peiter Risler
- (1677-1692) Anna Tecla von Baurngarten gift Risler
- (1692-1726) Mikkel Suhr
- (1726) Margrethe Horn gift Suhr
- (1726-1728) Christen Sørensen
- (1728-1749) Thøger Benzon
- (1749-1758) Pieter de Lange van Bergen ( i Holland kendt som Pieter Pergerrits, ølbrygger i Purmerend)
- (1758-1770) Niels Bjørn
- (1770-1816) Ida Cathrine Lassen gift Bjørn
- (1816) Christen Rothe / Andreas Frederik Beyer
- (1816-1820) Slægten Bjørn
- (1820-1826) Christen Rothe
- (1826-1842) Den Danske Stat
- (1842-1847) Frederik Anton Birch Dahl / M. F. Rübner
- (1847-1863) Frederik Anton Birch Dahl
- (1863-1914) Hans Frederik Anthon Birch Dahl
- (1914-1915) J. Jespersen
- (1915-1916) A. K. Øllegaard
- (1916-1918) F. C. Overgaard
- (1918-1920) Martin Iversen
- (1920-1933) Viggo Schjerup
- (1933-1967) Thomas Jacobsen
- (1967-1980) Vagn Larsen
- (1980-2009) Hans Dall og Hanne Dall
- (2009-) Hanne Dall